# Bruno Lesaffre
Pour les articles homonymes, voir Lesaffre.
Bruno Lesaffre est un nageur français né le 11 mars 1962.
Il est membre de l'équipe de France aux Jeux olympiques d'été de 1984, terminant sixième de la finale du relais 4x100 mètres nage libre avec Stéphan Caron, Laurent Neuville et Dominique Bataille.
Il a été champion de France de natation sur 200 mètres quatre nages à trois reprises (hiver 1983, hiver 1984 et hiver 1985) et sur 400 mètres quatre nages à trois reprises (été 1980, été 1982 et hiver 1983).
Pendant sa carrière, il a évolué en club au Roubaix Natation.
Il est l'oncle de la nageuse Fantine Lesaffre.